# 곤노 야스유키
콘노 야스유키'(일본어: 今野 泰幸, 1983년 1월 25일 ~ )는 일본의 축구 선수로 현재 난카츠 SC에서 미드필더 겸 수비수로 활약하고 있다.

## 구단 경력
그는 2001년부터 2021년까지 J리그의 콘사돌레 삿포로, FC 도쿄, 감바 오사카, 주빌로 이와타에서 활동하였다.

## 국가대표팀 경력
그는 2003년 FIFA 세계 청소년 축구 선수권 대회에 참가할 일본 U-20 국가대표팀에 발탁되었으며, 5경기에 출전, 8강 진출에 기여했다.
2004년 하계 올림픽에 참가할 일본 U-23 국가대표팀에 발탁되었으며, 3경기에 출전했다.
그는 2005년 동아시아 축구 선수권 대회에 참가할 일본 국가대표팀에 발탁되었으며, 8월 3일 중국와의 경기에서 데뷔했다. 3번의 AFC 아시안컵, 2번의 FIFA 컨페더레이션스컵에도 출전했다. 2011년 AFC 아시안컵 우승에 기여했다. 그는 2017년까지 국제 A매치 통산 93경기에 출전, 4득점을 넣었다.

## 통계
| 일본 | 일본 | 일본 |
| 연도 | 출전 | 득점 |
| ---- | ---- | ---- |
| 2005 | 3    | 0    |
| 2006 | 3    | 0    |
| 2007 | 8    | 0    |
| 2008 | 12   | 0    |
| 2009 | 7    | 0    |
| 2010 | 7    | 0    |
| 2011 | 15   | 1    |
| 2012 | 8    | 0    |
| 2013 | 15   | 0    |
| 2014 | 6    | 1    |
| 2015 | 3    | 0    |
| 2016 | 0    | 0    |
| 2017 | 6    | 2    |
| 통산 | 93   | 4    |